# شورش میناموتو نو یوشیچیکا
شورش میناموتو نو یوشیچیکا (به ژاپنی: 源義親の乱); شورشی بود در سال ۱۱۰۸ میلادی در دوره هی آن که توسط میناموتو نو یوشیچیکا سامورایی از خاندان کاواچی گنجی، پسر میناموتو نو یوشی‌ایه رهبری شد.